# Burim Kukeli
Burim Nue Kukeli (Gjakovë, 16 januari 1984) is een Albanees-Kosovaars voormalig voetballer die doorgaans speelde als middenvelder. Tussen 2004 en 2021 speelde hij voor Zofingen, FC Schötz, FC Luzern, FC Zürich, FC Sion en SC Kriens. Kukeli maakte in 2012 zijn debuut in het Albanees voetbalelftal en kwam uiteindelijk tot zevenentwintig interlands.

## Clubcarrière
Kukeli werd geboren in Kosovo, maar verhuisde op vierjarige leeftijd met zijn ouders naar Zwitserland. Hier speelde hij in de jeugd van Solothurn en Wangen bei Olten, voor hij terechtkwam bij Zofingen. Bij deze club speelde de middenvelder eenentwintig competitiewedstrijden in het seizoen 2004/05, waarna hij werd overgenomen door Schötz. Hier miste hij zijn gehele tweede jaargang door een lange blessure. In januari 2008 werd Kukeli overgenomen door FC Luzern, waar hij op drieëntwintigjarige leeftijd zijn professionele debuut maakte. Door een blessure moest hij opnieuw een lange periode missen, namelijk de eerste helft van het seizoen 2008/09. Nadat hij terugkeerde in het eerste elftal speelde Kukeli drie seizoenen als vaste basisspeler van Luzern. Op 15 april 2012 werd de Albanees aangetrokken door FC Zürich. Op 3 februari 2013 raakte hij opnieuw zwaar geblesseerd, waardoor hij een streep moest zetten door de tweede helft van het seizoen 2012/13 en de gehele jaargang die erop volgde. In januari 2014 keerde Kukeli terug in het eerste elftal van Zürich. Medio 2017 stapte de middenvelder over naar Sion voor circa tweehonderdduizend euro. Twee jaar later vertrok Kukeli transfervrij naar SC Kriens, waar hij voor één seizoen tekende. De middenvelder zette in de zomer van 2021 op zevenendertigjarige leeftijd een punt achter zijn actieve loopbaan.

## Clubstatistieken
| Seizoen | Club      | Competitie       | Competitie | Competitie | Beker | Beker | Internationaal | Internationaal | Totaal | Totaal |
| Seizoen | Club      | Competitie       | Wed.       | Dlp.       | Wed.  | Dlp.  | Wed.           | Dlp.           | Wed.   | Dlp.   |
| ------- | --------- | ---------------- | ---------- | ---------- | ----- | ----- | -------------- | -------------- | ------ | ------ |
| 2004/05 | Zofingen  | Promotion League | 21         | 4          | 1     | 0     | —              | —              | 22     | 4      |
| 2005/06 | FC Schötz | Promotion League | 11         | 4          | ?     | ?     | —              | —              | 11     | 4      |
| 2006/07 | FC Schötz | 1. Liga          | 0          | 0          | 0     | 0     | —              | —              | 0      | 0      |
| 2007/08 | FC Schötz | Promotion League | 14         | 2          | 1     | 0     | —              | —              | 15     | 2      |
| 2007/08 | FC Luzern | Super League     | 10         | 0          | ?     | ?     | —              | —              | 10     | 0      |
| 2008/09 | FC Luzern | Super League     | 2          | 0          | ?     | ?     | —              | —              | 2      | 0      |
| 2009/10 | FC Luzern | Super League     | 34         | 2          | 2     | 0     | —              | —              | 36     | 2      |
| 2010/11 | FC Luzern | Super League     | 28         | 0          | 1     | 0     | 2              | 0              | 31     | 0      |
| 2011/12 | FC Luzern | Super League     | 29         | 1          | 3     | 0     | —              | —              | 32     | 1      |
| 2012/13 | FC Zürich | Super League     | 12         | 0          | 0     | 0     | —              | —              | 12     | 0      |
| 2013/14 | FC Zürich | Super League     | 0          | 0          | 0     | 0     | 0              | 0              | 0      | 0      |
| 2014/15 | FC Zürich | Super League     | 21         | 1          | 0     | 0     | 5              | 0              | 26     | 1      |
| 2015/16 | FC Zürich | Super League     | 22         | 1          | 3     | 0     | 1              | 0              | 26     | 1      |
| 2016/17 | FC Zürich | Challenge League | 25         | 0          | 3     | 0     | 5              | 0              | 33     | 0      |
| 2017/18 | FC Zürich | Super League     | 2          | 0          | 0     | 0     | —              | —              | 2      | 0      |
| 2017/18 | FC Sion   | Super League     | 10         | 0          | 1     | 0     | —              | —              | 11     | 0      |
| 2018/19 | FC Sion   | Super League     | 3          | 0          | 0     | 0     | —              | —              | 3      | 0      |
| 2019/20 | SC Kriens | Challenge League | 21         | 0          | 1     | 0     | —              | —              | 22     | 0      |
| 2020/21 | SC Kriens | Challenge League | 23         | 0          | 1     | 0     | —              | —              | 24     | 0      |
| Totaal  | Totaal    | Totaal           | 314        | 23         | 21    | 0     | 13             | 0              | 348    | 23     |

## Interlandcarrière
Kukeli maakte zijn debuut in het Albanees voetbalelftal op 7 september 2012, toen met 3–1 gewonnen werd van Cyprus. Hij mocht van bondscoach Gianni De Biasi in de basis starten en hij speelde het gehele duel mee. De andere debutant dit duel was Alban Meha (SC Paderborn). Met Albanië nam Kukeli in juni 2016 deel aan het Europees kampioenschap voetbal 2016. Albanië werd in de groepsfase uitgeschakeld, nadat het in Groep A op de derde plek eindigde achter Frankrijk en Zwitserland. Kukeli kwam op het EK in twee wedstrijden in actie. Tegen Zwitserland speelde hij het gehele duel mee en tegen de Fransen werd hij een kwartier voor tijd gewisseld voor Taulant Xhaka. Doordat de middenvelder in beide duels een gele kaart ontving, was hij geschorst voor het derde en laatste duel van Albanië dit EK, tegen Roemenië (1–0 winst door een doelpunt van Armando Sadiku).
| Interlands van Burim Kukeli voor Albanië | Interlands van Burim Kukeli voor Albanië | Interlands van Burim Kukeli voor Albanië | Interlands van Burim Kukeli voor Albanië | Interlands van Burim Kukeli voor Albanië | Interlands van Burim Kukeli voor Albanië | Interlands van Burim Kukeli voor Albanië |
| №                                        | Datum                                    | Wedstrijd                                | Uitslag                                  | Competitie                               | Goals                                    |                                          |
| Als speler bij FC Zürich                 | Als speler bij FC Zürich                 | Als speler bij FC Zürich                 | Als speler bij FC Zürich                 | Als speler bij FC Zürich                 | Als speler bij FC Zürich                 | Als speler bij FC Zürich                 |
| ---------------------------------------- | ---------------------------------------- | ---------------------------------------- | ---------------------------------------- | ---------------------------------------- | ---------------------------------------- | ---------------------------------------- |
| 1                                        | 7 september 2012                         | Albanië – Cyprus                         | 3 – 1                                    | WK 2014 kwalificatie                     |                                          |                                          |
| 2                                        | 11 september 2012                        | Zwitserland – Albanië                    | 2 – 0                                    | WK 2014 kwalificatie                     |                                          |                                          |
| 3                                        | 12 oktober 2012                          | Albanië – IJsland                        | 1 – 2                                    | WK 2014 kwalificatie                     |                                          |                                          |
| 4                                        | 16 oktober 2012                          | Albanië – Slovenië                       | 1 – 0                                    | WK 2014 kwalificatie                     |                                          |                                          |
| 5                                        | 7 september 2014                         | Portugal – Albanië                       | 0 – 1                                    | EK 2016 kwalificatie                     |                                          |                                          |
| 6                                        | 11 oktober 2014                          | Albanië – Denemarken                     | 1 – 1                                    | EK 2016 kwalificatie                     |                                          |                                          |
| 7                                        | 14 oktober 2014                          | Servië – Albanië                         | 0 – 3                                    | EK 2016 kwalificatie                     |                                          |                                          |
| 8                                        | 14 november 2014                         | Frankrijk – Albanië                      | 1 – 1                                    | Vriendschappelijk                        |                                          |                                          |
| 9                                        | 18 november 2014                         | Italië – Albanië                         | 1 – 0                                    | Vriendschappelijk                        |                                          |                                          |
| 10                                       | 29 maart 2015                            | Albanië – Armenië                        | 2 – 1                                    | EK 2016 kwalificatie                     |                                          |                                          |
| 11                                       | 4 september 2015                         | Denemarken – Albanië                     | 0 – 0                                    | EK 2016 kwalificatie                     |                                          |                                          |
| 12                                       | 7 september 2015                         | Albanië – Portugal                       | 0 – 1                                    | EK 2016 kwalificatie                     |                                          |                                          |
| 13                                       | 11 oktober 2015                          | Armenië – Albanië                        | 0 – 3                                    | EK 2016 kwalificatie                     |                                          |                                          |
| 14                                       | 26 maart 2016                            | Oostenrijk – Albanië                     | 2 – 1                                    | Vriendschappelijk                        |                                          |                                          |
| 15                                       | 29 maart 2016                            | Luxemburg – Albanië                      | 0 – 2                                    | Vriendschappelijk                        |                                          |                                          |
| 16                                       | 11 juni 2016                             | Albanië – Zwitserland                    | 0 – 1                                    | EK 2016                                  |                                          |                                          |
| 17                                       | 15 juni 2016                             | Frankrijk – Albanië                      | 2 – 0                                    | EK 2016                                  |                                          |                                          |
| 18                                       | 31 augustus 2016                         | Albanië – Marokko                        | 0 – 0                                    | Vriendschappelijk                        |                                          |                                          |
| 19                                       | 5 september 2016                         | Albanië – Macedonië                      | 2 – 1                                    | WK 2018 kwalificatie                     |                                          |                                          |
| 20                                       | 6 oktober 2016                           | Liechtenstein – Albanië                  | 0 – 2                                    | WK 2018 kwalificatie                     |                                          |                                          |
| 21                                       | 12 november 2016                         | Albanië – Israël                         | 0 – 3                                    | WK 2018 kwalificatie                     |                                          |                                          |
| 22                                       | 24 maart 2017                            | Italië – Albanië                         | 2 – 0                                    | WK 2018 kwalificatie                     |                                          |                                          |
| 23                                       | 28 maart 2017                            | Albanië – Bosnië en Herzegovina          | 1 – 2                                    | Vriendschappelijk                        |                                          |                                          |
| 24                                       | 4 juni 2017                              | Luxemburg – Albanië                      | 2 – 1                                    | Vriendschappelijk                        |                                          |                                          |
| 25                                       | 11 juni 2017                             | Israël – Albanië                         | 0 – 3                                    | WK 2018 kwalificatie                     |                                          |                                          |
| 26                                       | 2 september 2017                         | Albanië – Liechtenstein                  | 2 – 0                                    | WK 2018 kwalificatie                     |                                          |                                          |
| 27                                       | 5 september 2017                         | Macedonië – Albanië                      | 1 – 1                                    | WK 2018 kwalificatie                     |                                          |                                          |

## Erelijst
| Challenge League | 1 | 2016/17          |
| Schweizer Pokal  | 2 | 2013/14, 2015/16 |